# Гитлер, Айра
Айра Гитлер (англ. Ira Gitler, 18 декабря 1928 — 23 февраля 2019) — американский историк джаза и журналист. Соавтор «Биографической энциклопедии джаза» с Леонардом Фезером (последнее издание вышло в 1999), он написал сотни аннотаций к джазовым записям, начиная с начала 1950-х годов, и написал несколько книг о джазе и хоккее с шайбой, двух своих страстях.

## Джаз
Гитлер родился в Бруклине, Нью-Йорк, в еврейской семье и рос, слушая свинговые группы в конце 1930-х и 1940-х годов, прежде чем открыть для себя новую музыку Чарли Паркера и Диззи Гиллеспи. В начале 1950-х годов он работал продюсером сессий звукозаписи для лейбла Prestige Records. Ему приписывают создание термина «sheets of sound» в конце 1950-х годов, чтобы описать игру Трейна.
Гитлер был редактором журнала Down Beat в Нью-Йорке в 1960-х годах и писал для Metronome Magazine, JazzTimes, Jazz Improv, Modern Drummer, The New York Times, San Francisco Chronicle, Village Voice, Vibe, Playboy, World Monitor и New York magazine. На международном уровне он сотрудничал с Swing Journal (Япония), Musica Jazz (Италия) и Jazz Magazine (Франция). В 1974 году он был удостоен стипендии Гуггенхайма.
Гитлеру были вручены награды за достижения всей жизни от Джазового общества Нью-Джерси (2001) и Ассоциации джазовых журналистов (2002).
В 2017 году Гитлеру была присуждена стипендия NEA Jazz Masters.

## Хоккей
Любовь Гитлера к хоккею с шайбой побудила его написать несколько книг на эту тему. В том числе «Кровь на льду: самые жестокие моменты хоккея» (1974), «Хоккей с шайбой от А до Я» (1978). Он также писал для New York Rangers, а также для Национальной хоккейной лиги в их бывшем журнале Goal. Умер в Нью-Йорке в возрасте 90 лет 23 февраля 2019 года.